# 永山 (企業)
株式会社永山（えいさん）は家電等の卸売および免税販売を行っている企業。

## 概要
1995年6月30日に永山機械交易として設立。2003年に秋葉原本店を開店して以降は免税店事業を拡大。実店舗販売（免税店を含む）と通信販売の事業を行っていた。
2013年からは新規事業として電動自転車の生産・販売も手がけ、2018年3月期には年売上高は約230億9600万円を計上。2019年3月期の免税店は17店舗まで拡大していた。しかし、新型コロナウイルス感染拡大の影響で免税店のインバウンド需要が消失して休業を余儀なくされるなど、2023年3月期の年売上高は約46億6100万円にまで減少、10億円を超える最終赤字を計上していた。
この間、2020年以降は金融機関からの借入金について元本返済の猶予を受ける一方、同年8月に100％出資子会社（株）YES MARTを設立。同社は韓国食品を扱うスーパー「YES MART」の直営店（一部店舗は免税店から業態転換）・フランチャイズ店を北海道から沖縄まで全国に展開し、当社は同スーパー向けの食材卸売も手がけるなど業容拡大を図っていた。そうしたなか、2021年に受けた税務調査において、過去の訪日外国人向け販売の一部の免税処理に不備があることが発覚。2022年には追徴課税が発生したと同時に信用が失墜。このため永山は、YES MARTと共に2023年10月20日に東京地裁へ自己破産を申請。同日付で破産手続き開始決定を受けた。

## 店舗
現在の店舗については店舗一覧を参照
茨城空港、広島空港、米子空港、佐賀空港に免税店を出店している。

## かつて存在した店舗
- (旧)新宿店
- 大阪日本橋店 - 2009年5月閉店
- 秋葉原駅前店
- 別府店